# José Javier Esparza Torres
José Javier Esparza Torres (Valencia, 9 de mayo de 1963) es un periodista, crítico cultural y ensayista español.

## Biografía
Nació en Valencia en 1963.
Colaboró en Punto y Coma, una revista promovida por Jorge Verstrynge dedicada a la diseminación en España de las ideas de la Nouvelle Droite junto a otros autores como Fernando Sánchez Dragó y Javier Sadaba. Igualmente, también fue promotor de la revista Hespérides, otra revista relacionada con la Nouvelle Droite y con Alain de Benoist (aunque Esparza evitó la faceta pagana o anticristiana del movimiento, que en el último caso consideraba «decepcionante»), y el llamado Proyecto Cultural Aurora, de pretensiones metapolíticas. También colaboró en la revista franquista Razón Española.
Con los albores del siglo xxi, Esparza, proveniente de la derecha radical, se dedicó desde su plataforma radiofónica en la Cadena COPE a la loa de las gestas españolas a lo largo de la historia, en una cronología que se remontaba a la Hispania Romana. Ha escrito también diversos ensayos de divulgación histórica. Su producción relativa a la Segunda República y la Guerra Civil ha sido descrita como una «bazofia» por Ricardo Robledo. Pío Moa califica El terror rojo en España. Epílogo: el  terror blanco, prologado por Stanley Payne, como «el más completo y ordenado publicado hasta hoy».
Ha trabajado también para ABC, Ya y el Grupo Correo, fichando por Intereconomía en 2010, hasta su cese en 2018, se volvió a reincorporar durante el mismo año como presentador del Gato al agua.
Perdió el ojo izquierdo a raíz de un cáncer.
Ejerce labores docentes en la delegación madrileña del Instituto de Ciencias Sociales, Económicas y Políticas (Issep), centro educativo fundado por la ultraderechista francesa Marion Maréchal —sobrina de Marine Le Pen y simpatizante de Éric Zemmour.

## Pensamiento
Defiende la idea de que el relativismo moral "dio al traste con la Grecia antigua" y que "el esclavismo y la depravación moral" acabaron con Roma.Para demostrar esto cita a Clemente de Alejandría. También sostiene que "Jesucristo hizo posible la civilización occidental" y que "la Iglesia salvó a Occidente.
Niega que la Edad Media fuese una edad oscura, sino que por el contrario se trató de un periodo pletórico de conocimiento, invención y arte: "Desde el año 962 (la coronación del emperador del Sacro Imperio Romano Germánico, Otón I) hasta el 1321 (cuando muere Dante), Europa disfrutó de una de las culturas más florecientes jamás vistas en el mundo.Y en muchos sentidos fue la más floreciente de todas" y en cambio, el Renacimiento supuso, en ciertos ámbitos, un retroceso cultural.Entiende que con el Renacimiento "comenzó un movimiento, que aún perdura, de aplastar todas las instituciones de medio nivel que sirven como una zona protectora entre el individuo y el Estado, y de despegar al Estado de toda teología que pueda impedir sus ambiciones".
Sostiene que "el Camino de Santiago fue quedando abandonado a partir del siglo XVI, especialmente por la violencia de los protestantes, que lo detestaban."
Para Esparza la idea de los derechos humanos nació en España con la Controversia de Valladolid. Sobre la Inquisición afirmó que "España es el país de Europa que menos brujas quemó, y ello, precisamente, gracias al celo jurídico de la Inquisición. Sobre la caza de brujas afirmó: "El más famoso de los juicios contra brujas, por supuesto, tuvo lugar en el siglo XVIII, entre los puritanos post-reformados, post-renacimiento de Massachusetts, y no católicos, después de que la demonología se hubiera convertido en ciencia. El racismo vendría después como consecuencia de la Ilustración." Detractor de Rousseau, entiende que durante la Ilustración aumentó la tiranía y la violencia política y se inició la devaluación del concepto de persona: el iluminismo utópico de algunos filósofos ilustrados solo trajo violencia y tiranía política. Afirma que las ideas progresistas del siglo XIX condujeron al fascismo, al comunismo y a las dos guerras mundiales: "el cientifismo y el darwinismo del siglo XIX engendró el genocidio en el siglo XX" y que "la adoración de los románticos por la naturaleza se convirtió en una peligrosa adoración del hombre".
Sostiene que Nietzsche, en obras como Más allá del bien y del mal, justifica los genocidios del siglo XX. Tacha a John Stuart Mill de "radical" y de "izquierdista secreto" que buscó reemplazar la fe religiosa por su propia filosofía. También ha criticado a Thomas Huxley y Herbert Spencer.Reivindica la encíclica Rerum novarum de León XIII. Entiende que la religión se ha convertido en una especie de terapia y "se ha degradado hasta el puento de no ser más que una mera elección personal, una entre muchas, y a la que se tiende, considerándola una suerte de hobby que puede servir de entretenimiento a la señora Rodríguez; del mismo modo que la señora Pérez prefiere la psicoterapia o la señora Martínez escoge a su masajista ideal".
Niega el tópico del atraso científico de España. Para ello cita los ejemplos de Martín Cortés de Albacar, Pedro Núñez, Nuño García de Toreno, Alonso de Santa Cruz, Martín Fernández de Enciso, Andrés García de Céspedes, Juanelo Turriano, Blasco de Garay, Pedro Juan de Lastanosa, Pedro de Zubiaur, Juan Martínez Guijarro, Miguel Francés, Juan de Herrera, Andrés Laguna, Miguel Servet, Bernardino Montaña de Monserrate, Gómez Pereira, Pedro Jimeno, Juan Valverde de Amusco, Francisco Hernández de Toledo, Cristóbal Acosta, José de Acosta, Benito Arias Montano, Bernabé Cobo, Nicolás Monardes, Jerónimo de Ayanz o Francisco Javier Balmis.

## Premios
- Premio Hispanidad Capitán Etayo de la Comunión Tradicionalista Carlista (2022), compartido con Alfonso Borrego[31]

## Obras
Ensayos
- Ejercicios de vértigo (Ediciones Barbarroja, 1994)
- Curso general de disidencia (Emboscado, 1997)
- Las metamorfosis de Fausto. Milagro y tragedia del espíritu de la modernidad"
- El invento del maligno. Informe sobre la televisión (Criterio Libros, 2001)
- El bienio necio. Crónica del zapaterismo (Áltera, 2006)
- Los ocho pecados capitales del arte contemporáneo (Almuzara, 2007)
- Guía políticamente incorrecta de la civilización occidental (Ciudadela, 2009), en colaboración con Anthony Esolen
- En busca de la derecha (perdida) (Áltera, 2010)

Historia
- El terror rojo en España (Áltera, 2007), con prólogo de Stanley Payne
- La gesta española (Áltera, 2008)
- España épica (Áltera, 2009)
- La gran aventura del Reino de Asturias. Así empezó la Reconquista (La Esfera de los Libros, 2009)
- El Libro negro de Carrillo (Libros Libres, 2010)
- Moros y cristianos. La gran aventura de la España medieval (La Esfera de los Libros, 2011)
- Forjaron España (con Carmelo López-Arias, Ciudadela, Madrid, 2011)
- Juicio a Franco (Libros Libres, Madrid, 2011)
- El libro negro de la izquierda española (ed.), (Chronica, Barcelona, 2011)
- Héroes españoles de la A a la Z (Ciudadela, Madrid, 2012)
- Santiago y cierra, España. El nacimiento de una nación (La esfera de los Libros, 2013)
- La cruzada del océano. La gran aventura de la conquista de América (La Esfera de los Libros, 2015)
- Historia de la Yihad (La Esfera de los Libros, 2015)
- Almanaque de la historia de España (La Esfera de los Libros, 2016)
- Tercios: Historia ilustrada de la legendaria infantería española (La Esfera de los Libros, 2017)
- Visigodos: La verdadera historia de la primera España (La Esfera de los Libros, 2018)
- No te arrepientas. 35 razones para estar orgulloso de la historia de España (La Esfera de los Libros, 2021)
- Te voy a contar tu historia: La gran epopeya de España (La Esfera de los Libros, 2023)

Novelas
- El dolor (Áltera, 2002)
- La muerte (Áltera, 2007)

Estas son las dos novelas iniciales de la trilogía "El final de los tiempos".
- "El final de los tiempos" (Sekotia, 2018)

Novelas históricas
- El caballero del jabalí blanco (La Esfera de los Libros, 2012)
- El reino del norte (La Esfera de los Libros, 2014)
- Los demonios del mar (La Esfera de los Libros, 2016)

Serie "Memorias del maestre de campo de los tercios Julián Romero":
- San Quintín (La Esfera de los Libros, 2019)
- El tercio que nunca existió: Gloria y tragedia de los soldados españoles en Escocia (La Esfera de los Libros, 2022)